# Кушнаренковська сільська рада
Кушнаре́нковська сільська рада (рос. Кушнаренковский сельский совет) — муніципальне утворення у складі Кушнаренковського району Башкортостану, Росія. Адміністративний центр — село Кушнаренково.
Станом на 2002 рік присілок Горний перебував у складі Старокурмашевської сільської ради.

## Населення
Населення — 11802 особи (2019, 11571 у 2010, 11914 у 2002).

## Склад
До складу поселення входять такі населені пункти:
| Населений пункт                   | Населення, осіб (2002) | Населення, осіб (2010) |
| --------------------------------- | ---------------------- | ---------------------- |
| Горний, присілок                  | 2                      | 6                      |
| Кушнаренково, село                | 10630                  | 9870                   |
| Тарабердіно, село                 | 1184                   | 1576                   |
| Учхоза сільхозтехнікума, присілок | 48                     | 36                     |
| Япарка, присілок                  | 50                     | 83                     |